# راحوا (مسلسل)
راحوا هو مسلسل تلفزيوني لبناني، أنتج وعُرض على شاشة إم تي في اللبنانية في شهر رمضان عام 1442 هـ، والعمل من إنتاج شركة «أن أم برو» لصاحبها المنتج والمخرج نديم مهنا.

## ملخص القصة
من خلال قصة حقيقية وقعت، تدور أحداث المسلسل حول حادث مأساوي باقتحام أحد المطاعم في ليلة رأس السنة وتنفيذ عملية قتل جماعي، ووقوع عدد كبير من الضحايا بين مصابين وقتلة.

## طاقم التمثيل
- كارين رزق الله (لونا)
- بديع أبو شقرا (عماد)
- جوي سلامة (روبا)
- قاسم منصور (شادي)
- شربل زيادة (سامر)
- الكو داوود (منصور)
- برناديت حديب (سندس)
- تانيا فخري (ريما)
- أنطوانيت عقيقي (جوهر)
- ميشال حوراني (سلام)
- فيصل أسطواني (حسيب)
- شادي ريشا (روني)
- رندة كعدي
- نيكولا مزهر (وسام)
- جان دكاش (إليو)
- مايسي عبود (لاما)
- بريجيت ياغي (كارلا)
- جوزيف بو نصار (موسى)
- نهلا داوود (زينة)
- ميري أبي جرجس (والدة شادي)
- طوني عاد (عفيفي)
- مارينال سركيس (والدة لاما)
- ختام اللحام (جدة لاما)
- مجدي مشموشي (أبو شادي)
- ماري المر
- زياد جبرا
- عادل شديد
- غازاروس ألطونيان
- مايا السبعلي
- حبيب دميان
- شربل عون
- ميشال أبي هاشم
- بيو شيحان
- عدنان عوض
- جوزيف عبود (محمود)
- دلال ديب
- ملاك الحاج
- بونيتا سعادة
- ناديا شربل
- روى حسامي
- روزي الخولي
- غريتا عون